# 四排山乡
四排山乡（佤语：see paix sang:1001），是中华人民共和国云南省临沧市耿马傣族佤族自治县下辖的一个乡镇级行政单位。

## 行政区划
四排山乡下辖以下地区：
老寨村、关弄村、芒关村、芒翁村、梁子寨村、石佛洞村、东坡村和班康村。